# Clube FM Blumenau
Clube FM Blumenau é uma emissora de rádio brasileira instalada em Blumenau, no estado de Santa Catarina, opera em 89,1 FM MHz, e é afiliada a Rede Clube FM. Anteriormente a emissora operava em 1330 AM. A emissora já teve vários proprietários e atualmente, pertence ao grupo A Força do Rádio.

## História
A emissora entrou no ar em testes em 13 de março de 1932, tornando-se a primeira rádio do Estado de Santa Catarina, fundada por João Medeiros Junior e em 19 de março, passa a operar normalmente, com o prefixo RCB.
Em 1936 o presidente Getúlio Vargas autoriza a RCB a operar legalmente pelo Governo Federal, com um transmissor de 500 watts e o prefixo de PRC-4 (um dos mais antigos do Brasil), que passa a ser conhecida na região. A emissora passa a ter vários proprietários ao longo de 50 anos.
Em 1987, Mário Eugênio Binder compra a emissora de Flávio Rosa (fundador do Grupo Coligadas de Rádio e ex-proprietário da extinta e primeira emissora no estado TV Coligadas e do Jornal de Santa Catarina).
Em 2001, Mário Eugênio Binder vende a emissora para a família Vieira, que forma novo grupo de comunicação, A Força do Rádio (incluindo as rádios Nereu Ramos e 90 FM Lite Hits), e muda de programação.
Em 2004, a emissora investe em qualidade de sinal, áudio, estúdio e de transmissões, passando de 5 mil para 10 mil watts.